# Tom Hunter
Thomas Hunter, detto Tom (fl. XX secolo), è stato un giocatore di lacrosse statunitense, vincitore di una medaglia d'argento nel lacrosse maschile a squadre ai Giochi della III Olimpiade.

## Palmarès
In carriera ha conseguito i seguenti risultati:
- Giochi olimpici

Saint Louis 1904: argento nel lacrosse maschile a squadre.